# Doué (Senegal)
Der Doué ist ein linker südlicher Seitenarm des Senegal in der senegalesischen Region Saint-Louis.

## Verlauf
Er zweigt zugleich mit der Einmündung des Diamel in den Hauptstrom von diesem seinerseits ab. Dort liegt am linken Ufer nahe der Stadt Galoya Toucouleur das Dorf Ganguel. 143 Kilometer weiter nordwestlich, bei dem Dorf Doué, vereinigen sich Haupt- und Nebenstrom wieder.
Doué und Senegal umschließen die Insel Morfil, auf der als wichtigste Stadt am Ufer des Hauptstroms die Départementspräfektur Podor zu finden ist. Am Doué liegt hingegen Ndioum, die größte Stadt des Départements Podor.